# 1935年印度政府法令
1935年印度政府法令是英国议会通过的一项國會法令，1935年8月获得御准。該法令在1999年以前一度是英国议会颁布的最长的法令。1935年印度政府法令共478款，规定印度为英属印度11个省和印度各土邦组成的联邦；各土邦自愿参加联邦；联邦中央立法机构共有兩院，兩院通过的法律必须经英印总督批准才能生效，而且兩院通过的法律不適用於土邦；英印总督擁有联邦行政权；各省政府由省立法会议的多数党组成；议会两院中由土邦王公直接指派或任命的议员约占总议席的37%；實行印缅分治。不過印度有政黨反對法令中的允許土邦自由加入聯邦的內容，認為這是在纵容分裂。1937年初，英属印度举行省立法会议选举。国大党在英属印度5省的立法会议中获得绝对多数。同年7月，国大党在英属印度7省单独组成政府。